# 八字軍
八字军是在北宋灭亡之后，在金朝占领的燕云十六州（今北京、天津以及山西、河北北部）和河北地区的人民组织的抗金武裝。
由于这支部队的将士都面刺“赤心报国，誓杀金贼”八字，以示决心，故称“八字军”。
王彦于建炎元年9月带领7000人部队，渡过黄河进攻金国，结果大败，在逃亡期间招收了很多抗金武裝，并在岳飞率领下转败为胜。在河北站稳了脚步。
八字军一度人数超越十万人，后来被南宋招安成为官兵。末期八字军在刘锜的率领下也打了不少的胜战，特别是順昌之戰以五千士兵大败十万金兵。